# Syzeuctus minasensis
Syzeuctus minasensis är en stekelart som först beskrevs av Brethes 1927.  Syzeuctus minasensis ingår i släktet Syzeuctus och familjen brokparasitsteklar. Inga underarter finns listade i Catalogue of Life.